# Nils Lönnroth

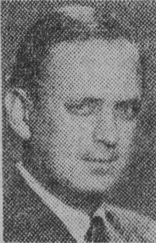
Nils Lönnroth

Nils Olof N:son Lönnroth, född 2 februari 1912 i Grundsunda församling, Västernorrlands län, död 23 maj 1998, var en svensk arkitekt. Han var far till Måns Lönnroth.

## Biografi

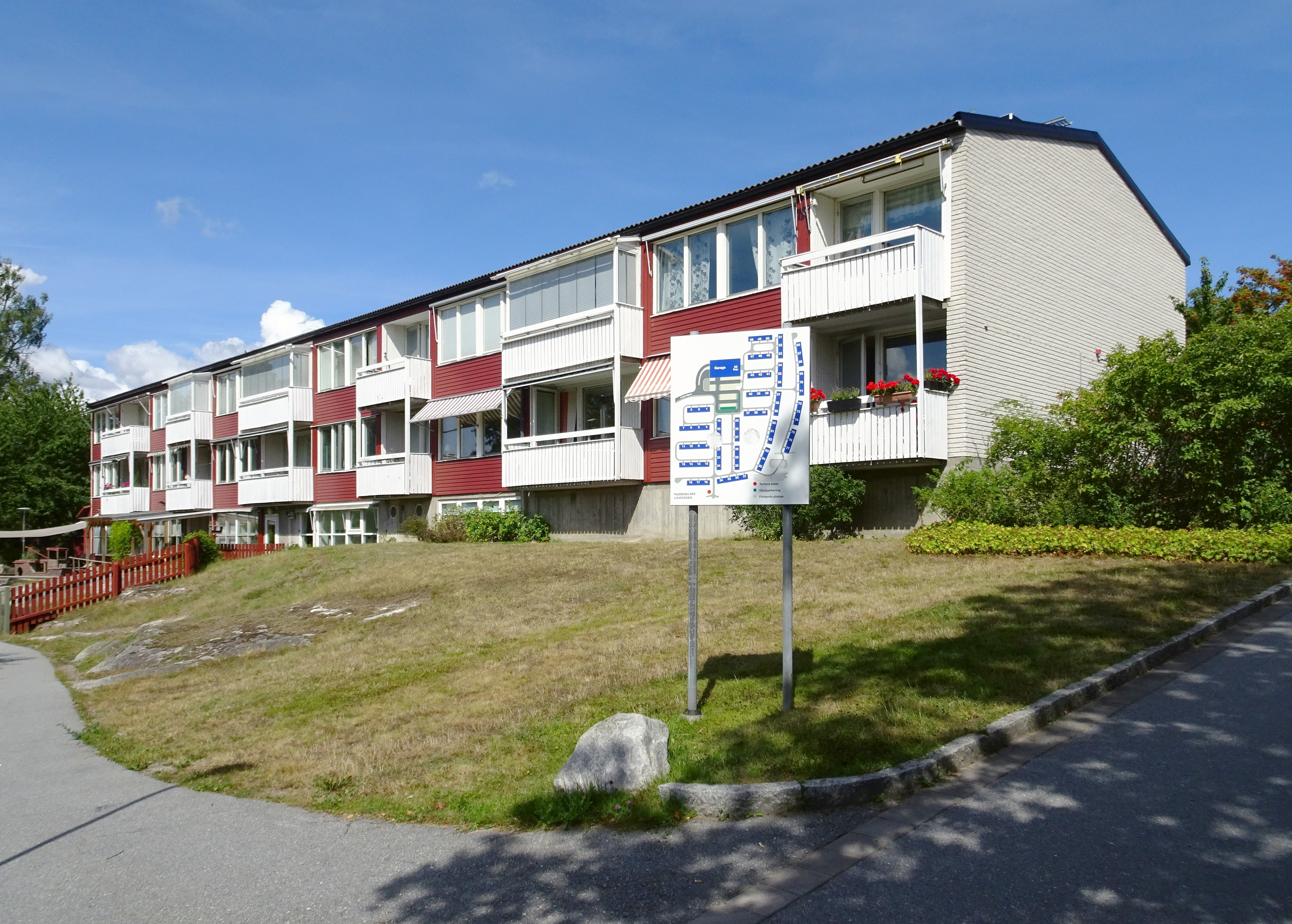
Lojo-området i Lidingö kommun

Efter studentexamen i Västerås 1930 utexaminerades Lönnroth från Kungliga Tekniska högskolan 1934 och studerade vid Kungliga Konsthögskolan 1940–1943. Efter att ha varit anställd vid Byggnadsstyrelsen bedrev han egen arkitektverksamhet i Stockholm. Han ritade bland annat Villa Seb Tham i Djursholm (tillsammans med Lennart Tham, 1939), radhus i Näsbypark (1952), kontors- och lagerhus i kvarteret Stigbygeln i Solna (1956), samt bostadsområdena Herkules 1 (1958) och Juno 2&3 (1960) i Käppala på Lidingö och i kvarteren Brommö, Onsö och Oxnö i Farsta (1959) samt bostadsområdet Lojo i Rudboda, Lidingö kommun (1970). 
Kvarteret Lojo är ett miljonprogramsområde som består av sammanlagt 24 lamellhus i två till tre våningar. Bebyggelsen placerades av arkitekten varsamt i det för Lidingö karaktäristiska skärgårdslandskapet. Det höga läget och terrängens förutsättningar utnyttjades enligt Lidingö kommun på ett mycket förtjänstfullt sätt och den känsliga terränganpassningen är ett av områdets mest betydelsefulla karaktärsdrag. Lidingö kommun antog år 2020 en ny detaljplan för området som skall möjliggöra nya flerbostadshus väster om Lojo. Samtidigt vill man skydda det kulturhistoriskt värdefulla bostadsområdet inom fastigheten Lojo 1.